# Elizabeth Popper
Elizabeth Popper (* 30. August 1962) ist eine Tischtennisspielerin aus Venezuela. Sie nahm an den Olympischen Spielen 1988 teil.

## Werdegang
Elizabeth Popper siegte bei den Lateinamerikanischen Meisterschaften 1978 im Einzel und im Mixed mit Francisco López, im Doppel mit Nieves Arevalo und mit der Mannschaft erreichte sie das Endspiel. Vier dritte Plätze gelangen bei den Panamerikanischen Spielen, 1983 im Einzel, Doppel und Mixed, 1987 im Mixed.
Bei der Eröffnungsveranstaltung der Olympischen Spiele 1988 in Seoul trug sie die Fahne, danach trat sie im Einzelwettbewerb an. Hier gewann sie ein Spiel und verlor vier. Damit verpasste sie den Einzug in die Hauptrunde und landete auf Platz 33.

## Spielergebnisse bei den Olympischen Spielen
- Olympische Spiele 1988 Einzel in Vorgruppe B[1]
  - Siege: Jaklein Al-Duqom (Jordanien)
  - Niederlagen: Renata Kasalová (Tschechoslowakei), Lin Li-Ju (Taiwan), Hui So Hung (Hongkong), Yang Young-ja (Südkorea)

## Turnierergebnisse
| Verband | Veranstaltung               | Jahr | Ort          | Einzel         | Doppel     | Mixed      | Team |
| ------- | --------------------------- | ---- | ------------ | -------------- | ---------- | ---------- | ---- |
| VEN     | Latin American Championship | 1978 | Mexiko-Stadt | Winner         | Runn-up    | Winner     | 2    |
| VEN     | Olympic Games               | 1988 | Seoul        | Lost 1st stage | dnp        |            |      |
| VEN     | PAN-American Games          | 1983 | Caracas      | Halbfinale     | Halbfinale | Halbfinale |      |
| VEN     | PAN-American Games          | 1987 | Indianapolis |                |            | Halbfinale |      |
| VEN     | PAN-American Games          | 1991 | Havanna      | QF             |            |            |      |
| VEN     | World Championship          | 1983 | Tokio        | Qual           | Rd of 64   | Qual       | 45   |